# Orchestre symphonique de San Diego
L'Orchestre symphonique de San Diego (San Diego Symphony en anglais) est un orchestre symphonique américain fondé en 1902, basé à San Diego.

## Historique
L'Orchestre symphonique de San Diego est un orchestre fondé en 1902 dont les débuts d'activité régulière datent de 1910.
L'ensemble se produit depuis 1984 au Copley Symphony Hall (en) de San Diego, une ancienne salle de cinéma de style rococo français construite en 1929 et allouée à la formation en 1984. Depuis 2021, l'orchestre possède également une grande salle en plein air, le Rady Shell (en).
Au cours de son histoire, la formation connaît plusieurs périodes de cessation ou de réduction d'activité, en particulier entre 1996 et 1998. 
Depuis 2005, les musiciens de l'orchestre assurent en plus de la saison symphonique les représentations de l'Opéra de San Diego. 
Depuis 2019, le directeur musical de l'Orchestre symphonique de San Diego est le chef d'orchestre vénézuélien Rafael Payare. Son contrat est renouvelé en 2020 jusqu'à la saison 2025-2026. 

## Chefs permanents
Comme chefs permanents de la formation se sont succédé :
- R. E. Trognitz (1902-1910) ;
- Richard Schliewen (1910-1911) ;
- Lionel Gittelson (1911-1912) ;
- Buren Roscoe Schryock (1912-1920) ;
- Nino Marcelli (1927-1936) ;
- Nikolai Sokoloff (en) (1938-1941) ;
- Werner Janssen (1952-1954) ;
- Robert Shaw (1954-1958) ;
- Earl Bernard Murray (1959-1966) ;
- Zoltán Rozsnyai (en) (1967-1971) ;
- Peter Erős (en) (1972-1980) ;
- David Atherton (1981-1987) ;
- Lynn Harrell (1987-1990, conseiller musical) ;
- Yoav Talmi (1990-1996) ;
- Jung-Ho Pak (en) (1998-2001) ;
- Jahja Ling (en) (2004-2017) ;
- Rafael Payare (depuis 2019)[3].

## Créations
L'Orchestre symphonique de San Diego est le créateur de plusieurs œuvres, de Robert Kurka (en) (Symphonie no 2, 1958 ; Julius Caesar, 1955), Bernard Rands (Hiraeth pour violoncelle et orchestre, 1987) et Augusta Read Thomas (Credences of Summer, 2005), notamment.